# Xining
Xining, tidigare stavat Sining, är en stad på prefekturnivå och huvudstad i provinsen Qinghai i västra Kina. Själva stadsområdet har 1,2 miljoner invånare och hela den administrativa regionen Xining över två miljoner (2010).
Staden är belägen vid Xininghe, en biflod till Gula floden, 100 km öster om Qinghaisjön. Xining är en i strategiskt och kommersiellt hänseende viktig ort. Den är också ett viktigt kulturellt centrum för tibetaner från Amdo-regionen.

## Historia
Xining var tidigare omgivet av en stadsmur och bedrev länge en stor handel med Centralasien, men ödelades under ett huikinesiskt uppror som höll staden 1864–1872. Såsom en port till Tibet har Xining ofta besökts av forskningsresande, bland andra Sven Hedin. 
Sedan 2006 är staden utgångspunkt för den 197 mil långa Qingzang-järnvägen över den tibetanska högplatån till Lhasa, huvudstad i den autonoma regionen Tibet.
Stadens namn betyder "pacificering av västern".

## Militär betydelse
I Xining finns högkvarteret för "Bas 56", en av den Andra artillerikårens sex divisioner, som har missiler som kan nå Indien och före detta Sovjetunionen. 

## Administrativ indelning
Xining består av fyra stadsdistrikt, två härad och ett autonomt härad:
- Stadsdistriktet Chengzhong (城中区 = "innerstad"), 11 km², 150 000 invånare, säte för stadsfullmäktige
- Stadsdistriktet Chengdong (城东区 = "öststaden"), 115 km², 230 000 invånare
- Stadsdistriktet Chengxi (城西区 = "väststaden"), 79 km², 220 000 invånare
- Stadsdistriktet Chengbei (城北区 = "nordstaden"), 138 km², 200 000 invånare
- Häradet Huangyuan (湟源县), 1 609 km², 140 000 invånare
- Häradet Huangzhong (湟中县), 2 430 km², 470 000 invånare
- Det huikinesiska autonoma häradet Datong (大通回族土族自治县), 3 090 km², 430 000 invånare

## Klimat
Genomsnittlig årsnederbörd är 470 millimeter. Den regnigaste månaden är juli, med i genomsnitt 130 mm nederbörd, och den torraste är januari, med 2 mm nederbörd.